# Cygne noir

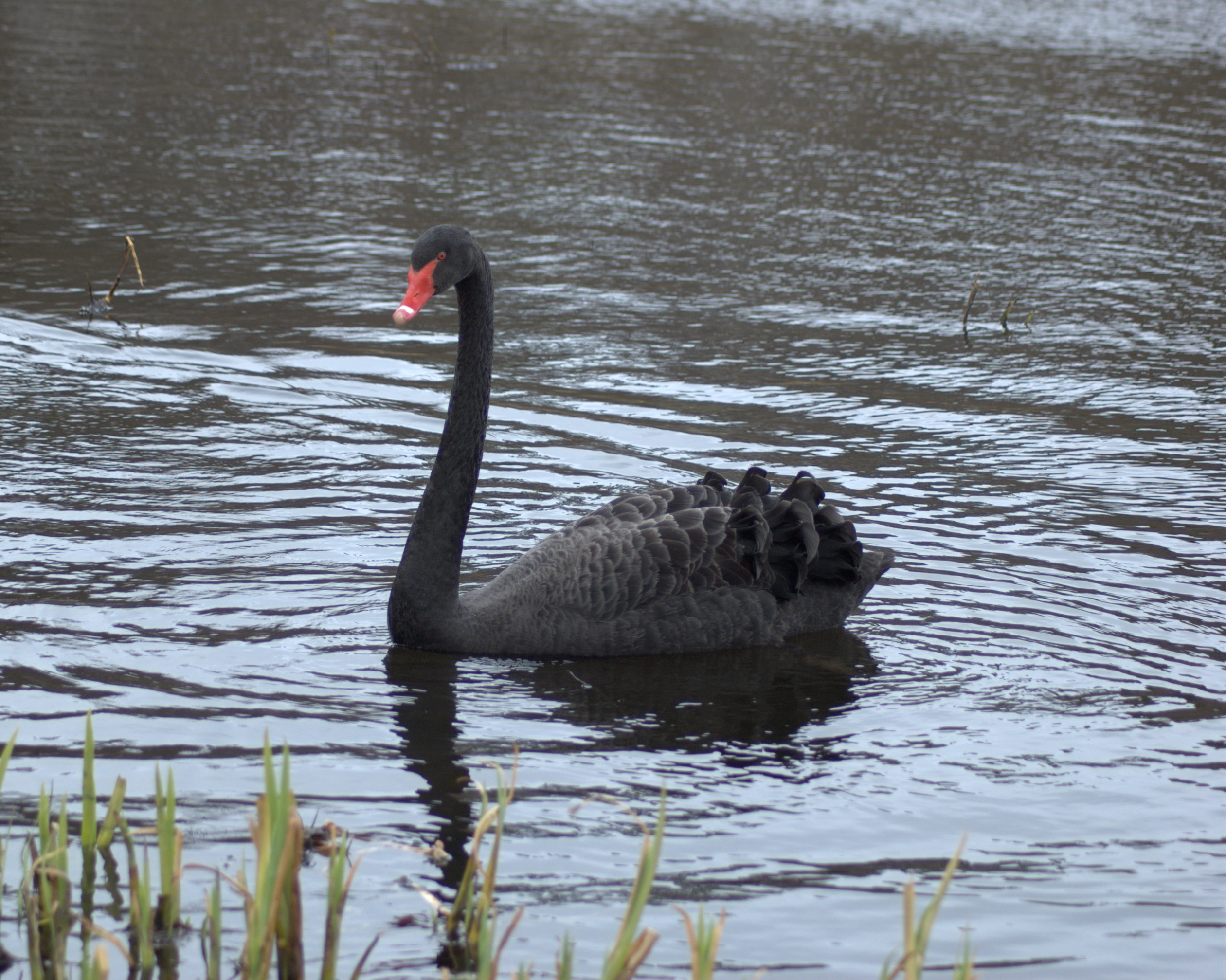
Cygne noir är franska för svart svan (Cygnus atratus).

Cygne noir (franska för svart svan) även kallad den svarta svanen-teorin, innebär att göra någonting som ansetts omöjligt, att motbevisa något som varit närmast en sanning. Denna vetenskapsteoretiska teori beskrevs först av Nassim Nicholas Taleb i hans bok The Black Swan. Uttrycket härstammar från ett exempel som använts för att förevisa problematiken med att använda induktion som bevismetod, som utgår från den historiska utsagan att "alla svanar är vita". En tes som falsifierades när fågelarten svart svan påträffades i Australien. 
Teorin har utvecklats för att förklara:
- den oproportionerligt stora roll som sällsynta händelser med stor effekt och vilka är svåra att förutse och som är bortom de normala förväntningarna i historia, vetenskap, ekonomi och teknik, har
- att sannolikheten för de därav sällsynta händelserna inte är beräkningsbar med hjälp av vetenskapliga metoder, på grund av själva naturen av låg sannolikhet
- den psykologiska bias som gör människor individuellt och kollektivt omedvetna om den massiva roll en sällsynt händelse har haft i historiska frågor

Cygne noir avser endast oväntade händelser av större omfattning och konsekvens och deras dominerande roll i historien. Sådana händelser, som anses vara extremt avvikande, spelar tillsammans oerhört mycket större roll än vad vanliga händelser gör. Taleb anser att nästan alla stora vetenskapliga upptäckter, historiska händelser och konstnärliga prestationer är "cygne noir"; oregisserade och oförutsedda. Han kategoriserar internets uppkomst, persondatorn, första världskriget och 11 september-attackerna som exempel på Cygne noir-händelser.